# Бандаого, Абдул
Абдул Бандаого (фр. Abdoul Bandaogo; род. 30 мая 1998, Уагадугу) — буркинийский футболист, полузащитник. Выступал в национальной сборной Буркина-Фасо.

## Карьера
Воспитанник ивуарийской футбольной академии «Таут Пуисент ди Коумасси», к которой присоединился в возрасте 7 лет. Первыми профессиональными клубами футболиста стали итальянские «Фиденца», «Виртус Кастельфранко» и «Лентиджоне» из низших дивизионов. В июле 2019 года футболист из французского «Расинга» перешёл в испанский клуб «Линенсе». Дебютировал за клуб футболист 24 августа 2019 года в матче против клуба «Вильярробледо», выйдя на поле в стартовом составе. По итогу сезона футболист вместе с клубом завершил чемпионат на итоговом седьмом месте. На протяжении сезона футболист выступал за клуб в роли одного из основных игроков. В сентябре 2020 года футболист на правах арендного соглашения присоединился к испанскому клубу «Бетис Депортиво», также включив опцию возможного выкупа. Однако в феврале 2021 года футболист получил травму и выбыл из распоряжения клуба до конца сезона. В августе 2021 года футболист начинал сезон в составе «Линенсе». В январе 2022 года футболист официально перешёл в испанский «Бетис Депортиво».
В сентябре 2022 года футболист перешёл в португальский клуб «Трофенсе». Дебютировал за клуб футболист 11 сентября 2022 года в матче против клуба «Морейренсе», выйдя на поле в стартовом составе. Своим первым результативным действием за клуб футболист отличился 13 ноября 2022 года против клуба «Академику де Визеу», отдав голевую передачу. Однако закрепиться в португальском клубе у футболиста не вышло, в конце 2022 года покинув клуб. В январе 2023 года футболист присоединился к минскому «Динамо», подписав контракт до конца сезона. Дебютировал за клуб 22 апреля 2023 года в матче против новополоцкого «Нафтана», выйдя на замену на 88 минуте. Однако в белорусском клубе футболист также не получал постоянной игровой практики. В мае 2023 года футболист покинул минский клуб, расторгнув контракт по соглашению сторон.
В мае 2023 года сообщалось, что футболист продолжит карьеру в словенском клубе «Целе». В июне 2023 года футболист официально присоединился к клубу, подписав двухлетнее соглашение. Однако за клуб футболист так и не дебютировал, с которым в октябре 2023 года расторг контракт по соглашению сторон. В декабре 2023 года футболист на правах свободного агента присоединился к испанскому клубу «Мелилья», с которым подписал контракт до конца сезона. Дебютировал за клуб футболист 17 декабря 2023 года в матче против клуба «Линарес Депортиво», выйдя на замену на 67 минуте. По окончании сезона футболист покинул испанский клуб. В январе 2025 года футболист на правах свободного агента стал игроком испанского клуба «Корнелья». Дебютировал за клуб футболист 2 февраля 2025 года в матче против клуба «Атлетико Балеарес», выйдя на замену на 58 минуте. Футболист смог закрепиться в основной команде клуба, однако результативными действиями не отличился. По окончании сезона футболист покинул клуб.

## Международная карьера
В октябре 2020 года футболист получил вызов в национальную сборную Буркина-Фасо. Дебютировал за сборную футболист 9 октября 2020 года в товарищеском матче против сборной Демократической Республики Конго.